# Vom Ritchie
Vom Ritchie (nombre artístico de Stephen George Ritchie; 6 de agosto de 1964, Billericay, Inglaterra) es un músico inglés. Desde 1998 es el batería de la banda alemana de punk rock Die Toten Hosen.
Además, toca también para Spittin' Vicars, con quienes estuvo de gira entre 2003 y 2006 y con The Boys, en los escasos conciertos que éstos ofrecen. Es también miembro de los grupos Corner Boys y Wet Dog, y colabora en los discos del músico británico T. V. Smith. 
Ritchie vive con su mujer Mary y su hijo Jez en Renania del Norte-Westfalia (Alemania).

## Carrera
Ritchie comenzó su carrera en una banda de punk llamada The Eairaids. Salió por primera vez de gira a la edad de 13 años, con una banda que hacía versiones, especialmente de The Beatles y The Rolling Stones. En 1980 se incorporó a la formación de música mod Jackel, actividad que compaginó con su puesto de batería en los grupos de punk Miracle Babies y Plus Support.
Tras dejar su empleo en una correduría de seguros en Londres, comenzó a tocar la batería en Doctor & The Medics, formada un año antes. El primer sencillo en el que colaboró Ritchie fue un EP en directo. Happy But Twisted y The Miracle of the Age fueron las primeras publicaciones profesionales en las que colaboró.

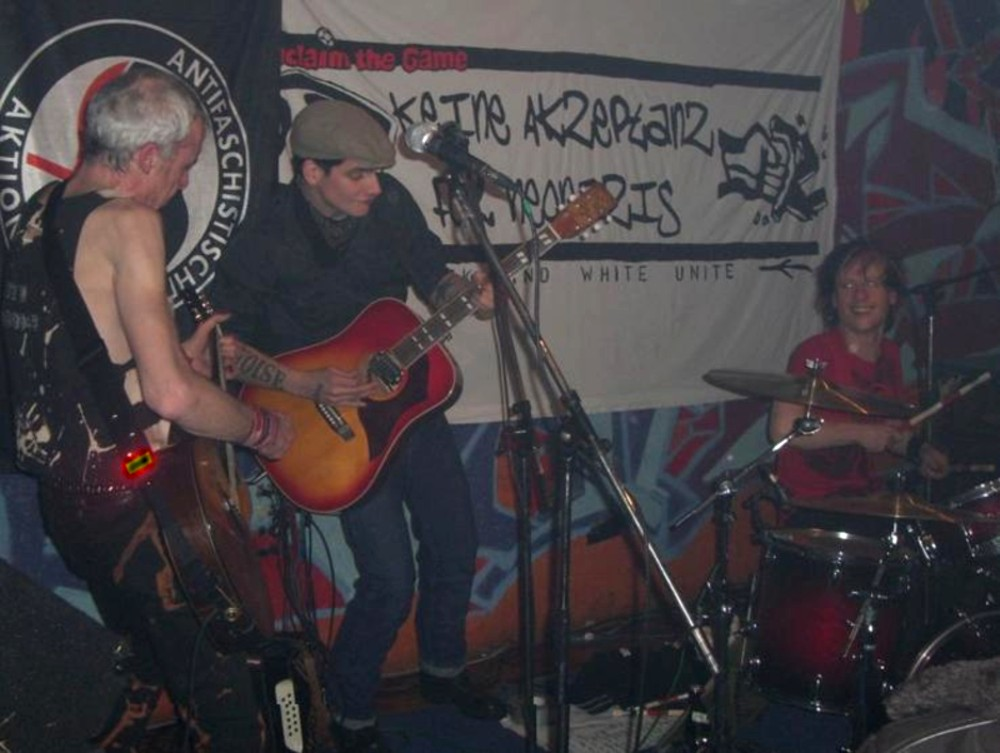
T. V. Smith, Pascal Briggs (Spittin’ Vicars) y Vom Ritchie en Schwäbisch Gmünd el 10 de enero de 2009.

Doctor & The Medics lanzaron en 1986 el éxito Spirit in the Sky, una versión de Norman Greenbaum que alcanzó el número uno en la lista británica de ventas. El conjunto actuó en Top of the Pops. En el punto álgido de su carrera, Doctor & The Medics perdieron el favor de sus seguidores pertenecientes al movimiento punk y tuvieron que actuar en fiestas estudiantiles. Poco después se disolverían.
Ritchie siguió tocando la batería en bandas underground como Junior Manson Slags y The Brotherland. Con estos últimos, lanzó al mercado el álbum Nightmares and Dreams. 
En 1990 conoció a Stiv Bators, quien le invitó a formar parte de un nuevo proyecto que habría de incluir a grandes figuras del punk como Dee Dee Ramone y Johnny Thunders, pero que fracasó debido a las diferencias existentes entre esos dos artistas; Ramone se fue de París antes de que llegaran a empezar las sesiones de grabación. La banda se completó con Neal X de Sigue Sigue Sputnik y Kris Dollimore de The Godfathers, que pronto tirarían también la toalla. En la primera actuación, bajo el nombre de The Living Dead Boys, solo quedaban Ritchie y Bators. Posteriormente se les unieron Alan Lee de UK Subs y Bryn Merrick de The Damned. Planearon emprender una gira, pero Bators falleció en 1990 en un accidente de tráfico. El álbum que tenían en proyecto no llegó a ver la luz y Vom Ritchie se vio asediado por problemas económicos. Las grabaciones que sí se habían llevado a cabo serían publicadas en 1997 en un álbum póstumo de Stiv Bator titulado The Last Race.
Vom Ritchie conoció a los Die Toten Hosen el 19 de diciembre de 1991, mientras trabajaba de batería sustituto improvisado de The Yobs, que actuaban de teloneros de la banda de Düsseldorf en un concierto navideño. Con tan solo minutos de antelación, Ritchie tuvo que aprenderse el repertorio del grupo británico, que más tarde se haría conocido con el nombre de The Boys. Durante las pruebas de sonido, Ritchie entabló amistad con Campino.
Más adelante formó parte de The Crybabys junto al cantante de The Boys, Honest John Plain. También actuó con la banda femenina B-Bang Cider, donde conoció a su mujer Mary. Dicha bando solo llegó a publicar un EP.
Con John Plain e Ian Hunter grabó un disco bajo el nombre de Ian Hunter’s Dirty Laundry y también tomó parte en el álbum Honest John Plain & Friends. Durante tres giras, actuó con Armageddon Dildos, conjunto alemán de EBM. En el disco Speed aparece en dos temas.
En los años 90 Ritchie fue roadie de Die Toten Hosen. En 1998 colaboró en dos giras del grupo. Al año siguiente ocupó el puesto de batería en la gira japonesa de The Boys; desde entonces, está a los platos en las escasas actuaciones de la banda británica, relegando al batería original Jack Black a actuaciones como invitado. Ese mismo año sustituyó a Wolfgang Rohde en Toten Hosen. A partir del álbum Unsterblich, se considera a Vom Ritchie el batería del grupo, si bien en la grabación de este todavía trabajaron los dos músicos. Simultáneamente, Ritchie toca en varios álbumes de T. V. Smith y actúa desde 2003 en las giras de Spittin' Vicars.
En 2007 Ritchie creó su propia discográfica, Drumming Monkey Records. Su primera publicación fue el álbum de debut Perfect Crime y el sencillo Heart de Wet Dog, formación en la están implicados Richard Searle (ex The Doctor & The Medics), Anna Donarski y el propio Ritchie. Más tarde, la firma lanzó el disco de T. V. Smith llamado In the Arms of my Enemy. En 2007, Vom Ritchie formó parte de un polémico concierto de Crass, en el que el único superviviente de la banda original era Steve Ignorant y durante el cual interpretaron las canciones del disco The Feeding of the 5000. En 2008 se reunió la banda B-Bang Cider, en la que la mujer de Ritchie toca la guitarra; en el álbum Teenage Wasteland, que publicaron en diciembre de ese año, Vom Ritchie toca la batería.

## Discografía
Vom Ritchie ha colaborado como batería en las siguientes producciones:

### Doctor & the Medics
- 1985 Happy but Twisted (EP)
- 1985 The Miracle of the Age (sencillo)
- 1986 Burn (EP)
- 1986 Spirit In The Sky (sencillo)
- 1986 Laughing at the Pieces

### The Brotherland
- 1994 Nightmares and Dreams

### Honest John Plain
- 1996 Honest John Plain & Friends

### Stiv Bators
- 1997 The Last Race

### Armageddon Dildos
- 1997 Speed

### The Boys
- 2001 The Worst of the Yobs
- 2002 The Boys Live in Germany 2001
- 2002 Svengerland (sencillo)

### Die Toten Hosen
(sólo álbumes)
- 1998: Wir warten auf's Christkind
- 1999: Unsterblich
- 1999: Crash-Landing
- 2002: Reich und sexy II
- 2002: Auswärtsspiel
- 2004: Zurück zum Glück
- 2005: Nur zu Besuch
- 2008: In aller Stille
- 2012: Ballast der Republik

### T. V. Smith
- 2001 Useless
- 2003 Not a Bad Day
- 2006 Misinformation Overload
- 2008 In the Arms of my Enemy

### Spittin' Vicars
- 2004 Oddball (sencillo)
- 2004 The Gospel According To

### Wet Dog
- 2007 Heart (sencillo)
- 2007 Perfect Crime

### B-Bang Cider
- 2008 Teenage Wasteland